# Regeringen Thorvald Stauning I
Regeringen Thorvald Stauning I var Danmarks regering 23. april 1924 – 14. december 1926. Det var Danmarks første socialdemokratiske regering, og desuden Danmarks første regering med en kvindelig minister og verdens første parlamentariske regering med en kvindelig minister. Dette var Nina Bang der var undervisningsminister.
Den bestod af følgende ministre:
- Statsminister og minister for industri, handel og søfart: Thorvald Stauning
- Udenrigsminister: C.P.O. Moltke
- Finansminister: C.V. Bramsnæs
- Indenrigsminister: C.N. Hauge
- Justitsminister: K.K. Steincke
- Undervisningsminister: Nina Bang
- Kirkeminister: N.P.L. Dahl
- Forsvarsministeriet: Laust Rasmussen
- Minister for offentlige arbejder: J.F.N. Friis-Skotte
- Landbrugsminister: Kr.M. Bording
- Socialminister: Frederik Borgbjerg

## Baggrund
Ved folketingsvalget i 1924 gik Socialdemokratiet syv mandater frem, hvormed Socialdemokratiet blev Folketingets største parti. Socialdemokratiet dannede efterfølgende regering under Thorvald Stauning. Modsat J.C. Christensen i 1901 havde Stauning ingen problemer ved at blive accepteret som regeringsleder, da han modsat J.C. Christensen allerede havde fungeret som minister samt under påskekrisen havde udvist tålmodighed og taktisk overblik.
Det radikale Venstre udgjorde regeringens parlamentariske grundlag, og med et flertal i Landstinget bestående af Venstre og Det konservative Folkeparti måtte Socialdemokratiet videreføre den danske tradition for kompromiser.
Socialdemokratiets overtog regeringsmagten ved indgangen til en økonomisk krise, der kort fortalt bestod i, at man havde snakket kronen op i kurs, og dermed selvforskyldt gik glip af de gode konjunkturer, som resten af vesten oplevede. Dertil kom, at regeringen ikke havde formået at etablere et nødvendigt samarbejde i Folketinget om økonomien. Om dette til gengæld var selvforskyldt kan diskuteres. Under alle omstændigheder opnåede den første regering under Stauning ikke det, den ville, men Socialdemokratiet kunne modsat tidligere stilles til ansvar for dets gerninger i og med, at partiet havde haft regeringsmagten. Regeringens resultater var ikke gode nok til, at de kunne bruges i valgkampen, der kom efter kun to år ved magten.